# Абсурд
Абсу́рд (от лат. absurdus, «нестройный, нелепый»; от лат. ad absurdum, «исходящий от глухого»), неле́пость, бессмы́сленность — отсутствие смысла, толка, рассудка в ком, в чём, нечто нелогичное, нелепое, противоречащее здравому смыслу.
Приведение чего-либо к абсурду (доведение до абсурда) означает доказательство бессмысленности какого-либо положения тем, что, логически развивая это положение, в итоге приходят к нелепости, которая явно вскрывает внутренние противоречия самого положения. Приведение к абсурду — весьма распространённый приём в спорах, к которому часто любили прибегать софисты и Сократ.
В абсурдном выражении что-то утверждается и отрицается одновременно. Абсурдное выражение следует отличать от бессмысленного. Бессмысленное не истинно и не ложно — его просто не с чем соотнести в действительности, чтобы решить, соответствует оно ей или нет. Например, выражение «Огонь горел, потому что гладиолус» совершенно бессмысленно. Абсурдное выражение является осмысленным и в силу своей внутренней противоречивости — ложным, не соответствующим действительности. Например, «Сын бездетных родителей» не бессмысленно, но абсурдно — термин «родители» подразумевает наличие детей, а прилагательное «бездетный» подразумевает их отсутствие.
В математике абсурд обозначает, что какой-то элемент не имеет никакого смысла в рамках данной теории, системы или поля, принципиально несовместимый с ними. Хотя элемент, который является абсурдом в данной системе, может иметь смысл в другой, например, квадратный корень из отрицательного числа не имеет смысла в поле действительных чисел, но имеет смысл в поле комплексных чисел.